# WrestleMania 2
WrestleMania 2 war die zweite Ausgabe des jährlichen Pay-per-Views WrestleMania von World Wrestling Federation (WWF, heute WWE). Die Veranstaltung fand am Montag, dem 7. April 1986 statt. Damit war es die einzige Ausgabe des Events bis zur WrestleMania 36 im April 2020, die an einem anderen Tag als dem traditionellen Sonntag stattfand. Es war außerdem die einzige Veranstaltung, die zeitgleich in drei verschiedenen Arenen stattfand: dem Nassau Coliseum in Uniondale, New York, Rosemont Horizon in Rosemont, Illinois und dem Los Angeles Memorial Sports Arena
in Los Angeles, Kalifornien. An jedem Veranstaltungsort waren unterschiedliche Kämpfe angesetzt und jeder Ort hatte auch seinen eigenen Main-Event.
Die Veranstaltung wurde als Pay-per-View mit einer Laufzeit von 3 Stunden ausgestrahlt. Der Hauptkampf war ein Steel-Cage-Match zwischen King Kong Bundy und dem amtierenden WWF World Heavyweight Champion Hulk Hogan, das in Los Angeles stattfand.

## Hintergrund und Vorgeschichte

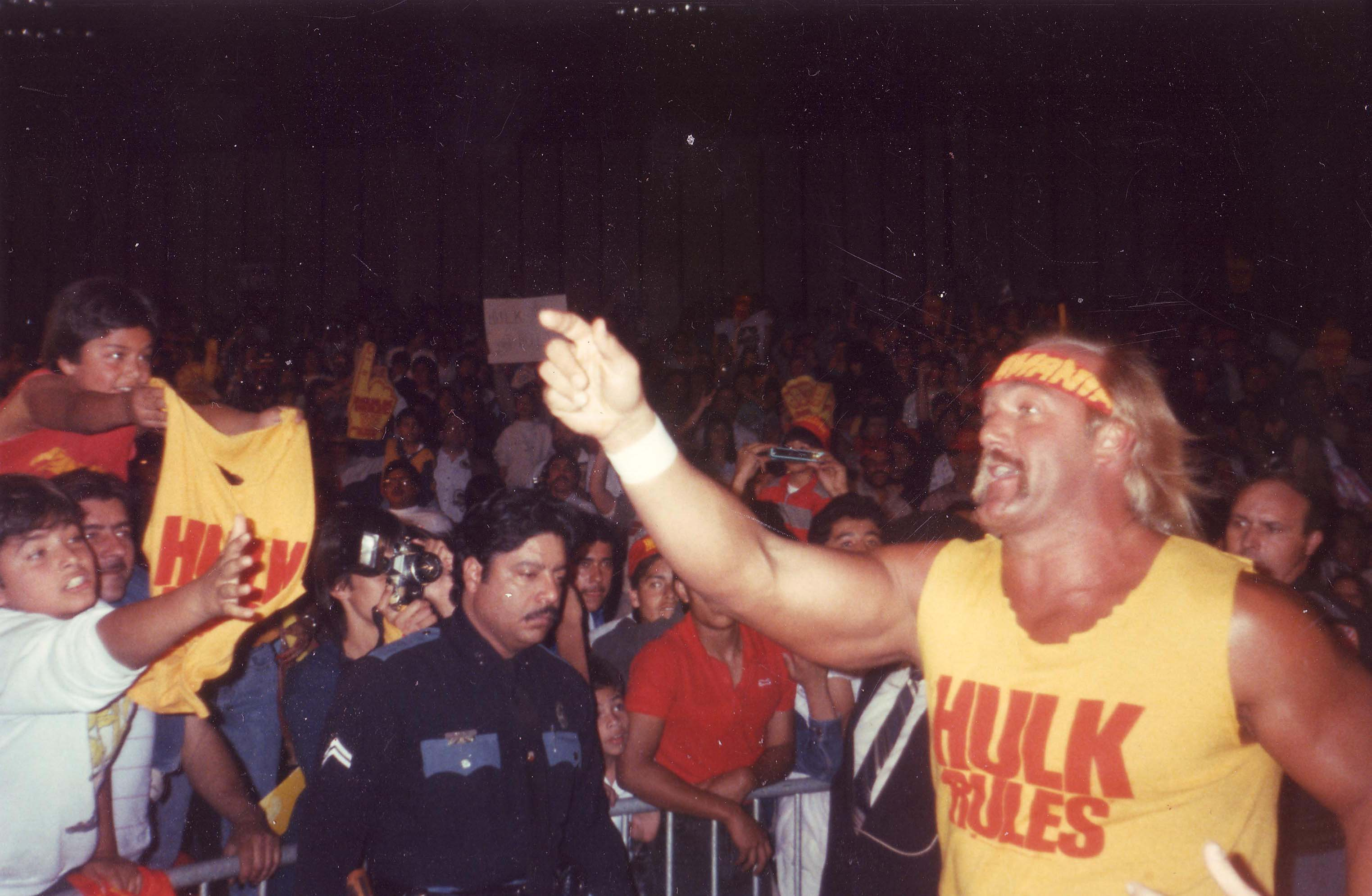
Hulk Hogan bestritt den Hauptkampf des Abends

Die erste WrestleMania 1985 stellte für die WWF einen unglaublichen Erfolg dar, so dass man beschloss, den Event jährlich auszurichten. Auch heute noch handelt es sich bei WrestleMania um die wichtigste Veranstaltung des Jahres und den Höhepunkt des WWE-Jahres.
Wie im Wrestling üblich war der Ausgang der Matches vorherbestimmt und nicht Teil eines sportlichen Wettkampfes. Die Storylines, die der Veranstaltung zu Grunde lagen, wurden in den Shows WWF Championship Wrestling, All-Star Wrestling, Saturday Night’s Main Event (SNME) und WWF Prime Time Wrestling vorbereitet.
Am 1. März 1986 fand bei Saturday Night Main Event ein Titelmatch zwischen Hulk Hogan und Don Muraco statt, bei dem King Kong Bundy zugunsten von Muraco eingriff und diesen mehrfach mit seinem Körpergewicht angriff und ihm dadurch der Storyline entsprechend mehrere Rippen brach. Hogan ignorierte anschließend den Rat seiner Ärzte und nahm eine Herausforderung an.
Die zweite Fehde fand zwischen Mr. T und Roddy Piper statt. Anders als die Fehde zwischen King Kong Bundy und Hulk Hogan basierte diese Fehde tatsächlich auf der Realität. Mr. T trat bei WrestleMania I an der Seite von Hulk Hogan gegen ein Tag-Team bestehend aus Paul Orndorff und Roddy Piper an. Piper war bei weitem nicht der Einzige, der auch hinter den Kulissen den Auftritt des Schauspielers kritisierte. Die Offiziellen hielten dies für eine großartige Chance, das Kayfabe auszunutzen. Und so wurde Mr. T eine Art WWF Boxer, der verschiedene Westler zu Boxkämpfen herausforderte. Im Gegenzug begann Piper Paul Orndorff zum Boxer aufzubauen. Bei einem Boxkampf am 1. März bei SNME unterlag Orndorff zwar, doch Piper und er attackierten Mr. T. So wurde ein Boxmatch zwischen den beiden bei WrestleMania 2 angesetzt.

## Hauptshow

### Kommentatoren

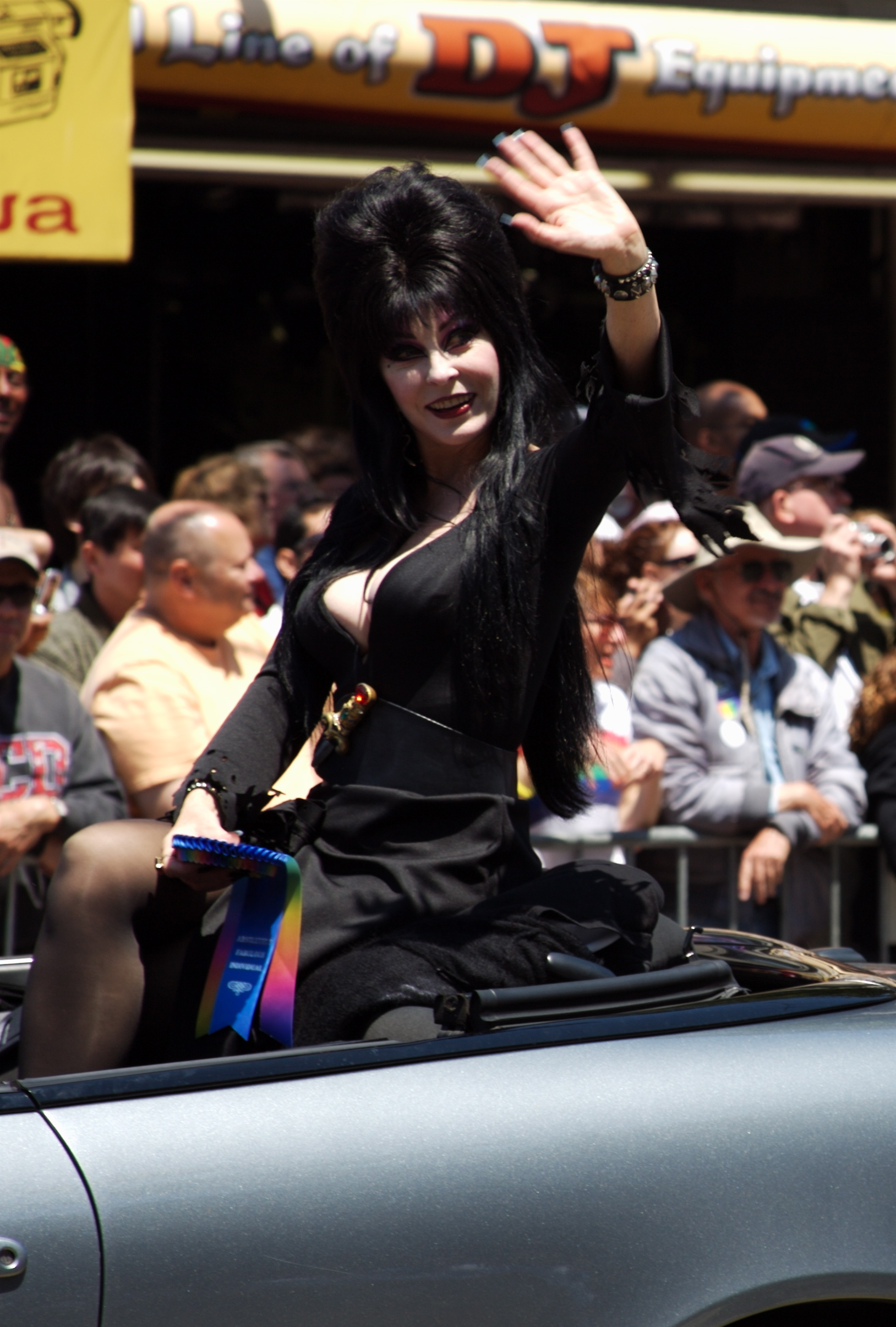
Unter den Gastkommentatoren befand sich auch Elvira.

Die Ausdehnung auf drei verschiedene Veranstaltungsorte hatte verschiedene Auswirkungen. So musste für alle drei Events neben den Wrestlern ein eigenes Kommentatorenteam anreisen. In New York waren dies Vince McMahon und die Schauspielerin Susan Saint James, in Chicago Gorilla Monsoon, Gene Okerlund und Schauspielerin Cathy Lee Crosby und in Los Angeles Jesse Ventura, Alfred Hayes sowie Schauspielerin und Moderatorin Elvira. Als Ringsprecher waren Howard Finkel in New York, Chet Coppock in Chicago und Lee Marshall in Los Angeles anwesend.

### Stargäste
Neben den drei Schauspielerinnen, die die Kommentatoren unterstützten, waren weitere Gäste anwesend. Ray Charles sang in Nassau die inoffizielle Nationalhymne America the Beautiful. Gäste in New York waren Cab Calloway, Darryl Dawkins, G. Gordon Liddy, Joan Rivers, Joe Frazier, Lou Duva und die Werbefigur Herb. In Los Angeles waren Clara Peller, Dick Butkus, Ed Jones, Ozzy Osbourne, Bill Fralic, Ernie Holmes, Harvey Martin, Jim Covert, Russ Francis und William Perry zu sehen. In Los Angeles waren Ricky Schroder, Robert Conrad und Tommy Lasorda im Publikum.

### New York

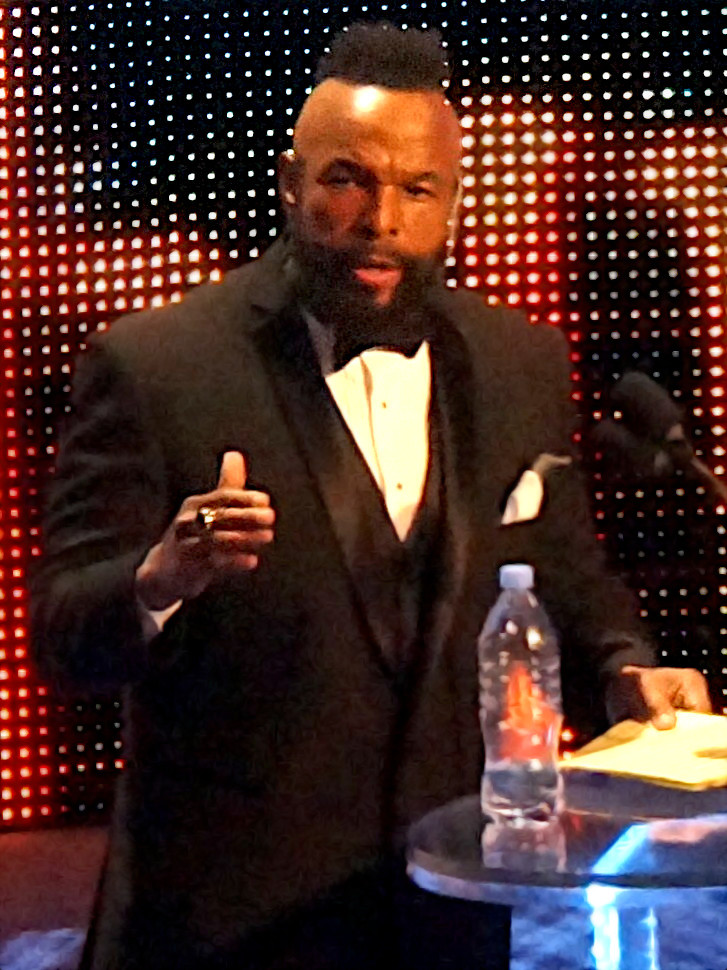
Mr. T bestritt den ersten Hauptkampf

In New York fanden vier Matches statt. Eröffnet wurde der Abend mit einem Match zwischen Paul Orndorff und Don Muraco. Dabei kam es zu einer rassistischen Geste, die Paul Orndorff gegenüber Muracos Manager Mr. Fuji machte: er imitierte gegenüber dem japanischstämmigen Manager die „Schlitzaugen“ und ließ einen sogenannten „Italian Salute“, eine Art Mittelfinger mit der Faust folgen. Diese obszönen Gesten des eigentlich als Face eingesetzten Wrestlers wurden auf den meisten Heimvideo-Versionen herausgeschnitten und sind auch nicht auf dem WWE Network zu sehen. Das Match endete mit einem Auszählen der beiden Kontrahenten. Das Publikum kommentierte das Match anschließend mit einem lautstarken „Bullshit“.
Das WWF Intercontinental Championship-Match fand zwischen Randy Savage und George Steele statt. Randy Savage durfte seinen Titel verteidigen. Anschließend fand ein Einzelmatch zwischen Jake Roberts und George Wells statt, das Roberts gewinnen durfte.
Es folgte der Main Event von New York, bei dem ein Boxkampf zwischen Roddy Piper und Mr. T stattfinden sollte. Mr. T kam mit Boxweltmeister Joe Frazier zum Ring, während Piper seinen Boxtrainer Lou Duva mitbrachte. Piper wurde nach 1:15 in der vierten Runde disqualifiziert, da er einen Bodyslam an Mr. T ausführte.
| Nummer | Ergebnis | Matchart                                             | Länge des Matches |
| ------ | --- | ---------------------------------------------------- | ----------------- |
| 1      | The Magnificent Muraco (mit Mr. Fuji) und Paul Orndorff erkämpften ein Unentschieden (per Auszählen)         | Einzelmatch                                          | 4:10              |
| 2      | Randy Savage (c) (mit Miss Elizabeth) besiegte George Steele                                                 | Einzelmatch um die WWF Intercontinental Championship | 5:10              |
| 3      | Jake Roberts besiegte George Wells                                                                           | Einzelmatch                                          | 3:15              |
| 4      | Mr. T (mit Haiti Kid und Joe Frazier) besiegte Roddy Piper (mit Bob Orton und Lou Duva) per Disqualifikation | Boxkampf                                             | 13:14             |

### Chicago

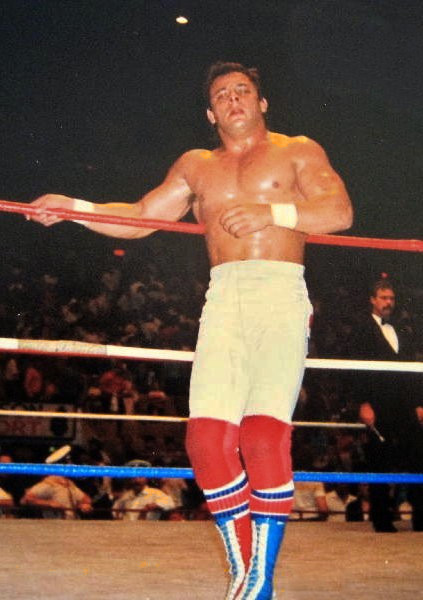
Dynamite Kid gewann mit Davey Boy Smith die Tag-Team-Titel

In Chicago wurden zwei Titelmatches ausgetragen. The Fabulous Moolah durfte ihren Titel gegen Velvet McIntyre verteidigen und im Main Event gewannen die British Bulldogs (Davey Boy Smith und Dynamite Kid) mit Stargast Ozzy Osbourne  die WWF Tag Team Championship vom The Dream Team (Brutus Beefcake und Greg Valentine). Damit beendeten sie die siebenmonatige Regentschaft des Dream Teams.
Ein weiteres Highlight war eine Battle Royal zwischen den NFL-Stars Jimbo Covert, Bill Fralic, Russ Francis, Ernie Holmes, Harvey Martin und William „The Refrigerator“ Perry und den WWF-Stars André the Giant, Ted Arcidi, Tony Atlas, The Hart Foundation (Bret Hart und Jim Neidhart), The Killer Bees (B. Brian Blair und Jim Brunzell), Hillbilly Jim, The Iron Sheik, King Tonga, Pedro Morales, Bruno Sammartino, Danny Spivey und Big John Studd. Die Battle Royal gewann André the Giant, der sich im Finale gegen beide Mitglieder der Hart Foundation durchsetzen konnte.
Ein weiteres Match war ein sogenanntes Flag Match, bei dem es darum geht, die Fahne des Gegners vom jeweiligen Ringpfosten zu erobern. Es traten der „patriotische“ Corporal Kirchner gegen den „russischen“ (aber eigentlich kroatischen) Nikolai Volkoff an. Trotz der Stipulation gewann Kirchner mit einem Pin.
| Nummer | Ergebnis | Matchart                                        | Länge des Matches |
| ------ | --- | ----------------------------------------------- | ----------------- |
| 1      | The Fabulous Moolah (c) besiegte Velvet McIntyre | Einzelmatch um die WWF Women’s Championship     | 1:25              |
| 2      | Corporal Kirchner besiegte Nikolai Volkoff (mit Freddie Blassie) | Flagmatch                                       | 2:05              |
| 3      | André the Giant eliminierte Bret Hart | WWF vs. NFL (Battle Royal)                      | 9:13              |
| 4      | The British Bulldogs (Davey Boy Smith und Dynamite Kid) (mit Ozzy Osbourne und Lou Albano) besiegten The Dream Team (Brutus Beefcake und Greg Valentine) (c) (mit Johnny Valiant) | Tag Team Match um die WWF Tag Team Championship | 13:03             |

### Los Angeles
In Los Angeles fanden vor dem Main-Event drei Matches statt: Ricky Steamboat gegen Herculez Hernandez, Adrian Adonis gegen Uncle Elmer sowie ein Tag-Team-Match zwischen den Funk Brothers Hoss Funk und Terry Funk gegen The Junkyard Dog und Tito Santana.
Im Main-Event trafen dann Hulk Hogan und King Kong Bundy aufeinander. Um Hulk Hogans Verletzung zu simulieren, trat Hogan mit verbundenen Rippen auf, was King Kong Bundy ausnutzte. Nach einem von Hulk Hogans typischen „Hulk up“-Moves gewann dieser durch Verlassen des Käfigs.
| Nummer | Ergebnis                                                                              | Matchart                                               | Länge des Matches |
| ------ | ------------------------------------------------------------------------------------- | ------------------------------------------------------ | ----------------- |
| 1      | Ricky Steamboat besiegte Hercules Hernandez                                           | Einzelmatch                                            | 7:27              |
| 2      | Adrian Adonis (mit Jimmy Hart) besiegte Uncle Elmer                                   | Einzelmatch                                            | 3:01              |
| 3      | Hoss Funk und Terry Funk (mit Jimmy Hart) besiegten The Junkyard Dog und Tito Santana | Tag Team Match                                         | 11:42             |
| 4      | Hulk Hogan (c) besiegte King Kong Bundy (mit Bobby Heenan) per Verlassen des Käfigs   | Steel Cage Match um die WWF World Heavyweight Champion | 10:15             |

## Rezeption
Die WWF erntete einige Kritik dafür, den Abend auf drei Veranstaltungen aufzuteilen. Darunter habe das fertige Produkt gelitten. Das Publikum in den Hallen bekam nur eine Stunde Live-Action und musste davor und anschließend die Kämpfe auf Leinwänden sehen. Dieses Konzept wurde nicht wiederholt.
Auch vom wrestlerischen her enttäuschte die Veranstaltung viele Rezensenten. Insbesondere der „Boxkampf“ wurde von vielen als Zumutung empfunden. Laut dem Experten Dave Melzer, dessen Smart Marc Magazin von der WWF/WWE aber nicht anerkannt ist, handelt es sich bei diesem Boxkampf, mit einem Ranking von Minus 5 Sternen um das bisher schlechteste WWE-Match aller Zeiten. Gelobt wurde dagegen das Tag-Team Match um die WWF Tag Team Championship.